# Ixora romburghii
Ixora romburghii är en måreväxtart som beskrevs av Cornelis Eliza Bertus Bremekamp. Ixora romburghii ingår i släktet Ixora och familjen måreväxter. Inga underarter finns listade i Catalogue of Life.